# Werner Bunz
Werner Bunz (* 10. Oktober 1926 in Korntal; † 1. Juli 2009 in Hamburg) war ein deutscher Graphiker, Schriftkünstler und Kalligraf in Hamburg.

## Leben
Werner Bunz studierte an der Staatlichen Akademie in Stuttgart als Schüler von Friedrich Hermann Ernst Schneidler.
Als Professor an der Hochschule für bildende Künste Hamburg leitete er von 1954 bis 1991 die Klasse für Schrift. Klaus-Peter Dienst zählte zu seinen Studenten. Zahlreiche Studienaufenthalte führten ihn unter anderem in die Vatikanische Bibliothek, ins Deutsche Archäologische Institut in Rom sowie nach London ins Britische Museum.
1970 erhielt er den Edwin-Scharff-Preis.
Er war verheiratet mit der Fotografin und Malerin Agathe Bunz (1929–2006), mit der er auch an gemeinsamen Publikationen arbeitete. Hierzu zählt das Buch Olivenbäume mit Olivenbaum-Fotos von Agathe Bunz und Holzschnitten mit Bibeltexten von Werner Bunz.
Weniger bekannt in der Öffentlichkeit war Werner Bunz für seine postalischen Werke (Mail Art), denen erstmals 2006 eine umfassende Ausstellung in Basel gewidmet war. Einige großformatige Buchstabengrafiken sind in der Hamburger Galerie Zwang zu sehen. Das Klingspor-Museum in Offenbach am Main widmete ihm 1979 die große Herbstausstellung: Werner Bunz – Schrift, Bilder, Graphik, Skulpturen.
Werner Bunz wurde auf dem Friedhof Ohlsdorf neben seiner Frau beigesetzt. Die Grabstätte im Planquadrat N 29 liegt westlich von Kapelle 10.

## Publikationen
- Olivenbäume (mit Agathe Bunz)
- Quadrata Capitalis
- Die Proportion, 1. Buch IDEE, Friedrich-Wittig-Verlag Hamburg
- Römisches Alphabet, Otto Rohse Presse Hamburg